# Anjea Corona
Anjea Corona est une corona, formation géologique en forme de couronne, située sur la planète Vénus par -29° S et 282,8° E. Elle est localisée dans le quadrangle de Themis Regio. Elle a été nommée en référence à Anjea, la mère australienne (Queensland) et la déesse gardienne, créant les bébés à partir de la boue et les placant dans leurs futures mères. 

## Géographie et géologie
Anjea Corona couvre une surface circulaire d'environ 145 km de diamètre. 